# Баянзурх
Баянзурх (монг.: Баянзурх) — сомон аймаку Хувсгел, Монголія. Площа 4,3 тис. км², населення 4,8 тис. чол. Центр сомону селище Алтрага лежить за 798 км від Улан-Батора, за 127 км від міста Мурен.

## Загальна інформація
Водяться олені, дикі кабани, ведмеді, вовки, лисиці. У сільському господарстві налічується понад 120 тисяч голів худоби. Є школа, лікарня, центр торгівлі